# Élémentaire, mon cher
 (octobre 2024).
Élémentaire, mon cher (Deduce, You Say) est un cartoon, réalisé par Chuck Jones et sorti en 1956, qui met en scène Daffy Duck et Porky Pig.